# Macrocera gourlayi
Macrocera gourlayi är en tvåvingeart som beskrevs av Tonnoir 1927. Macrocera gourlayi ingår i släktet Macrocera och familjen platthornsmyggor. Inga underarter finns listade i Catalogue of Life.